# Beau Blijft Binnen
Beau Blijft Binnen was een Nederlands televisieprogramma van RTL 4 dat werd gepresenteerd door Beau van Erven Dorens. Het programma werd uitgezonden tijdens de coronacrisis. De eerste aflevering werd uitgezonden op 28 maart 2020.

## Opzet
Beau Blijft Binnen werd niet vanuit een televisiestudio of op een buitenlocatie gemaakt, maar vanuit de huiskamer van Van Erven Dorens. In de uitzending schakelde de presentator grotendeels zelf via een mengpaneel met diverse gasten die via sociale kanalen of Skype deelnamen aan de uitzending. Dat konden zowel bekende als onbekende Nederlanders zijn. Van Erven Dorens richtte zich in dit programma vooral op de persoonlijke verhalen achter de coronacrisis.  

## Kijkcijfers
| Afl. | Uitzenddatum  | Kijkcijfers |
| ---- | ------------- | ----------- |
| 1    | 28 maart 2020 | 489.000     |
| 2    | 29 maart 2020 | 288.000     |
| 3    | 3 april 2020  | 644.000     |
| 4    | 4 april 2020  | 632.000     |
| 5    | 10 april 2020 | 541.000     |
| 6    | 11 april 2020 | 554.000     |
| 7    | 17 april 2020 | 531.000     |
| 8    | 18 april 2020 | 593.000     |
| 9    | 24 april 2020 | 379.000     |
| 10   | 25 april 2020 | 448.000     |